# Guangzhou International Finance Center
El Guangzhou International Finance Center (chino simplificado: 广州国际金融中心; Chino tradicional: 广州国际金融中心; Pinyin: Guǎngzhōu Guójì Jīnróng Zhongxin) es un rascacielos de 103 pisos y 439 metros (1 440 pies) de altura ubicado en Zhujiang Avenue West, en el distrito de Tianhe en Cantón, China. Junto con el CTF Finance Centre forman el complejo Torres gemelas de Cantón.
La construcción del GIFC, diseñada por Wilkinson Eyre, se inició en 2006. La estructura del edificio fue finalizada el 31 de diciembre de 2008, y se convirtió en uno de los edificios más altos en Cantón y en China. Se utiliza como un centro de conferencias, hotel y edificio de oficinas. Los 69 pisos más bajos son utilizados como oficinas, de los pisos 70 a 98 se utilizaran como un hotel y en los pisos 99 y 100 hay una plataforma de observación.